# Berliner Platz (Erfurt)
Berliner Platz, Erfurt-Berliner Platz – dzielnica miasta Erfurt w Niemczech, w kraju związkowym Turyngia. 